# コズミック・イラの機動兵器

コズミック・イラの機動兵器では、『機動戦士ガンダムSEED』を初めとする「C.E.（コズミック・イラ）」シリーズのガンダム作品に登場するモビルスーツ (MS) やモビルアーマー (MA) などの架空の兵器を解説する。

## オーブ連合首長国国防軍
- MBF-02 ストライクルージュ
- アストレイ
  - MBF-P01 ガンダムアストレイ ゴールドフレーム
  - MBF-P02 ガンダムアストレイ レッドフレーム
  - MBF-P03 ガンダムアストレイ ブルーフレーム
  - MBF-P04 ガンダムアストレイ グリーンフレーム
  - MBF-P05 ガンダムアストレイ 5号機[注 1]
- MBF-M1 M1アストレイ
  - MBF-M1A M1Aアストレイ
- MVF-M11C ムラサメ
  - ムラサメ改
  - MVF-M12A オオツキガタ

### アカツキ
C.E.73年を舞台とするテレビアニメ『機動戦士ガンダムSEED DESTINY』に登場。劇中の呼称やメディア媒体・関連商品の表記では「アカツキガンダム」とも称される。
メカニックデザインは大河原邦男。
設定解説
オーブ連合首長国元代表首長ウズミ・ナラ・アスハが、愛娘カガリ・ユラ・アスハに遺したMS。
オーブ軍のフラッグシップとなるべく、防御力を最大限に考慮された設計となっている。設計データの流用元であるストライクとは同時進行で開発されていた。機体そのものは、C.E.71年5月15日のアークエンジェル来航時にはすでに完成していたとされる。一時は制式機として検討されていたが、莫大なコストゆえにオーブのMS生産の総力はM1アストレイに振り向けられることとなり、プロトタイプ1機が完成した時点で計画が凍結された（また、OSと専用装備、ヤタノカガミが未完成だったことから実戦に投入できる状態ではなかったという理由もあり、CE71年のカガリの専用機としてはストライクルージュが代替されている）。
完成したアカツキはビーム反射装甲「ヤタノカガミ」の採用によってサバイバビリティの高い機体となり、各種兵装類の充実によって連合・ザフト両軍機とも互角に戦える性能を有する。なお、装備類は機体本体部の開発凍結後に製作されたものであり、前大戦終結後の技術革新を取り入れている。また、基本設計以外の部分は2年間の技術革新などを踏まえ、製作時に更新が行われた。その存在を知る者は、オーブ国内でもカガリの護衛役レドニル・キサカ一佐や、開発に携わったモルゲンレーテ社設計主任のエリカ・シモンズなど限られた者のみで、カガリですらC.E.73年からの大戦におけるザフト侵攻までその存在を知らされていなかった。機体コストは高騰したものの、C.E.73年からの戦争期においては各勢力ともにガンダムOS搭載型MSが試作機から単機で戦況を覆す意図したワンオフの高性能機へ変遷しつつあり、本機もその潮流に乗った機体である。

機体構造
ヤタノカガミ
最大の特徴である黄金色の装甲は、ナノスケールのビーム回折格子層と超微細プラズマ臨界制御層から構成される鏡面装甲であり、敵のビームをそのまま相手に跳ね返すうえ、敵機の撃破も可能。また、『DESTINY』第49話ではレクイエムの陽電子リフレクターのビームシールドもほぼ無抵抗で通り抜けた上、ミネルバの主力陽電子砲であるタンホイザーの直撃にも耐える防御力を見せている。その後、『FREEDOM』ではレクイエムの巨大ビームをも反射させて攻撃に転用するなど、もはやMS単機として常識を覆す驚異的な防御・攻撃性能を披露している。
以上の超高性能ゆえに装甲の製造や維持コストは莫大であり、1機分の装甲でM1アストレイ20機以上が生産可能であるという。逆に関節部分はヤタノカガミに覆われていない為、『DESTINY』ではデスティニーのビームブーメランにより、鏡面装甲ではない左腕の関節部から斬り落とされる描写がある。
頭部
側面にもそれぞれブレードアンテナを有する。なお、左側頭部に型式番号の「ORB-01」と共に刻まれている「Alba」は、イタリア語で「暁」という意味である。
肩部
姿勢制御用のバーニアを有する。
背部
背部構造はほぼストライカーパックと同等の仕様となっており、バックパックを換装することにより、大気圏内外の戦闘に対応できる。
OS
「G.U.N.D.A.M.」（General Unilateral Neurolink DispersiveAutonomic Maneuver Synthesis System）と略するOSを使用している機体であり、コズミック・イラの世界における「ガンダムタイプMS」に分類される。

武装
M2M5D 12.5mm自動近接防御火器
C.E.7273年現在、地球各国のMS用近接防御火器の主流となっている機種。オーブ内では「トーデスシュレッケン」という愛称が使われず、型式番号のみで呼ばれる。C.E.71年に就役したM1アストレイやGATシリーズに装備されているイーゲルシュテルンより1/6、イーゲルシュテルンIIより1/3.2も口径が小さいが、弾芯並びに装薬の改良により、威力の低下は2分の1程度に抑えられている。アカツキは頭部に2門装備されている。主に牽制用として使用される。
同国の次期主力MSムラサメも同様のものを装備している。
73J2式試製双刀型ビームサーベル
2本が連結された状態で、左腰部に懸架される。このまま柄の両側からビームを展開して使用することも、2基に分離して使用することも可能。劇中では分離して使用されることはない。
柄の形状など日本刀を意識したデザインとなっている。
72D5式ビームライフル「ヒャクライ」
アカツキ計画凍結後に開発された武装。ストライクに装備されている57mm高エネルギービームライフルと同系統であるが、威力と連射能力に優れる。フォアグリップの代わりにマウントラッチが設けられており、ビームサーベルを銃剣として使用することもできる。不使用時は右腰部に懸架される。
試製71式防盾
外縁にヤタノカガミを配した専用シールド。中心部の装甲は異なり、実体弾兵器への防御に用いられる。先端は鋭利に尖っており、打突武器としての使用も可能。他の装備とは異なり、本装備は本体と同時期に制作された。
アカツキ本体は将来的にビーム兵器が主力となる戦況を想定して設計された機体であるが、CE73年においても依然としてミサイルや実弾は普及していることから、ビーム以外の攻撃に対処するために継続して装備されている。レクイエムの発射を跳ね返した際には流石にヤタノカガミでも限界に近かった為、防御盾でカバーしきれなかった機体各所が赤熱し、直後に盾を破棄している。
大気圏内航空戦闘装備「オオワシ」
ストライカーパックオオトリの流れを汲む大気圏内用のフライトユニット。ジェットエンジン4基とロケットブースター2基を搭載しており、アカツキを亜音速まで加速させることができる。また、本体から分離して変形することにより、ジャスティス系列のファトゥムのように遠隔誘導もしくはAIによる自律行動が可能な支援戦闘機として運用できるが、劇中では使用されなかった。
73F式改高エネルギービーム砲
「オオワシ」の両脇に合計2機装備されたビーム砲。砲身にはヤタノカガミが施されている。使用時にはバレルが延伸し、手持ち用グリップの展開も可能。

宇宙戦闘装備「シラヌイ」
ドラグーンシステムのターミナルを兼ねた宇宙戦用ユニット。M531R誘導機動ビーム砲塔システムを7基装備している。その性能から、機体本体の開発凍結後に開発されたものと思われる。
M531R誘導機動ビーム砲塔システム
「シラヌイ」に7基装備された3連装ビーム砲。ザフトの第1世代ドラグーンと同等とされている。高い空間認識能力を必要とする装備であることから、カガリではなくネオ・ロアノークによって運用される。各ビーム砲のあいだに防御フィールドを展開することも可能。『DESTINY』第49話では、このフィールドによってアークエンジェル1隻を覆い、敵艦の主砲ビームを防いでいる。
プラモデルキット「1/144 HG シラヌイアカツキガンダム」においては、このビーム砲塔を取り付けたままバックパックを前方に向ける（下部を引き上げる）ギミックが盛り込まれていた。
A-GXQ754/V2 ゼウスシルエット
C.E.75年を舞台とする映画『機動戦士ガンダムSEED FREEDOM』に登場。本来はデスティニーSpec II用に開発されたオプション武装であり、長大なリニアキャノンを用いた拠点攻撃を目的としている。本来は核エンジンからもたらされる豊富な電力を必要とするため、バッテリー動力の本機では一度の使用が限度となる。発射後に分離させたゼウスシルエットは自動で再合体し次なる使用に備えた。
劇中での活躍
オーブ領アカツキ島の地下施設に極秘裏に保管されていた。オーブ本島への攻撃を開始したザフトに対抗するため、父ウズミの遺言に従ってカガリが搭乗する。この時点ではオーブ軍のデータベースには機体情報が登録されておらず、タケミカズチ搭載機とともに現れた識別不明機としか認識できていない。多数のザフト製MS（バビ、グフイグナイテッド、ジオグーンなど）を多数撃破するが、シン・アスカの駆るデスティニーに左腕の関節部をシールドごと切り落とされるなど追い詰められ、間一髪のところをストライクフリーダムに救われてオーブ軍本部へ撤退する。
その後は第2宇宙艦隊に編入されたアークエンジェルの艦載機となり、オーブ代表として地上に残るカガリに代わって新たにオーブ軍入りしたネオ・ロアノーク（ムウ・ラ・フラガ）一佐が搭乗し、先述の左腕の修復に続いて背部の装備も「シラヌイ」パックに換装される。
ステーション・ワンを巡る攻防では、ミネルバが放ったタンホイザーを受け止めてアークエンジェルを護り、ドラグーンを応用したシールドを展開してミネルバからの追撃を防ぐ。そして、インフィニットジャスティスとともにレクイエムの陽電子リフレクターを突破・破壊する。
『FREEDOM』では、特に改修されることなくオーブ内で保管されていたが、ファウンデーション王国との決戦に「コンパス」側として参戦したオーブ軍第1宇宙艦隊に配備され、再びムウが搭乗する。デスティニーSpecIIのゼウスシルエットを借りてレクイエムの中継衛星を破壊した上に、レクイエムによる高威力のビームをヤタノカガミで跳ね返して護衛艦隊を数隻破壊しつつ、損傷を与える。しかし、同ビームを受け続けた負荷でヤタノカガミが部分的に溶解して機体の限界が近づいたため、シンのデスティニーSpec IIにゼウスシルエットを返却し、レクイエム完全破壊の任を託す。

### エクリプスガンダム
C.E.72年を舞台とする漫画『機動戦士ガンダムSEED ECLIPSE』に登場。メカニックデザインは阿久津潤一。
「Orb Disaster Relief Team（オーブ外務省外郭団体国際協力機構管轄組織国際災害救助隊）」、通称「ODR（オーダー）」が保有する可変MS。機体名の「エクリプス」は「日食」を意味する。
島国であるオーブでは、「敵先制攻撃前の本土到達前の迎撃」を目的とした航空戦力の増強が模索されており、のちのムラサメシリーズの開発へと繋がっていった。一方で、「敵国が攻撃姿勢を変えた段階で攻撃を開始する、超長距離、超高速度、超高高度からの敵基地攻撃能力」も模索され、それは戦略爆撃機を経てエクリプス開発計画へと繋がっていった。しかし、この計画はオーブの基本理念である「中立主義」および「侵略行為の否定と紛争の不介入」に相反する側面をもち、明るみに出ればオーブの権威を失墜させかねない危険をはらんでいた。エクリプス（日食）という名称には、「オーブのシンボルである太陽が陰る」ことになぞらえて、「もし表沙汰になればオーブを闇に落とすもの」というニュアンスが込められている。
計画自体は長らく仮想戦略研究の領域を出ていなかったが、C.E.71年の「オーブ解放作戦」で地球連合軍の実質的占領下に置かれるという屈辱を味わったことで、この悲劇を二度と繰り返させないために本格的な研究が開始された。その時点でのオーブはまだ連合の支配下にあったため、表向きは「救助隊の特殊機体」として、五大氏族のキオウ家の管理のもと、軍部ではなく外務省の管轄で計画を進めるという念入りな秘匿がなされた。
エクリプスにはムラサメのような量産性はいっさい考慮されておらず、開発当時では試験段階だった技術をも貪欲に取り込むことで、C.E.72年の時点では破格の高性能機として完成した。ザフト製のフリーダムのフレーム構造を徹底的に検証することで、可変MSの欠点である「構造の複雑化によるMS形態での脆弱性」を克服し、MA形態はC.E.72年時点で比類のない超音速、高高度、超長距離飛行を実現している。この飛行性能を追求した結果、機体本体はデッドウェイトとなる装備を廃した基本武装のみにとどめられているが、背部に連合製MSと同規格のストライカーパック用コネクターを採用することで、機体の多様性と拡張性を損なうことなくさまざまな作戦に対応できる。さらに、ミラージュコロイドシステムによるステルス性能も有しており、眼前にいても視覚認識できないほどの高度な隠密性を発揮する。
武装
72E4式ビームライフル「ジンライ」
MA形態時の安定翼を兼ねる、左右のサイドスカートに懸架された専用射撃武装。懸架時およびMA形態時はグリップが回転して収納される。
72式ビームサーベル
ビームライフルのグリップ周りを引き抜いて使用する。抜刀時は実体部分が広い片刃の刀身を形成する。
PS-02 ビームシールド×2
両前腕に内蔵された防御兵装。楔状のビーム膜を三方向に展開する方式で、ストライクフリーダムなどに装備されたものよりも防御範囲は限られるが、攻撃用のアームソードとしても転用できる。
EW452HM マニューバストライカー
機体と同時開発された専用ストライカーパック。多軸構造の可動アームで接続された4基のブースターユニットが特徴で、変幻自在な機動を可能としている。この形態では、底部に専用のオプション武装を装着できる。

#### エクリプスガンダム2号機
『機動戦士ガンダムSEED ECLIPSE』の物語中盤でケン・ノーランド・スセが搭乗する、2機目のエクリプス。各種ビーム兵器やミラージュコロイドステルスで多大な電力を消費するエクリプスは、本来は核エンジンによる稼動を前提としており、実際に核動力を搭載した本機こそが「真のエクリプス」と呼べる機体である。政治的理由によって運用は中止され、OSもインストールされることなく1号機のパーツ取りとして保管されていたが、ODRの意向を無視したケンによってエクリプスのマスターOSのコピーをインストールされ、起動する。そして、ケンの裏切りによって奪取されて、軍事組織「アンティファクティス」の手に渡る。
1号機との差異として頭頂部にイージスの多目的センサーユニットの改良版を装備し、夜間迷彩を兼ねた黒と赤の機体色は爆撃機としての機能を求めた理由による。
武装
以下の武装は、ケンがアンティファクティスへ寝返った後、機体に残っていたデータから製作されたものである。開発の中断によって固有名が与えられなかったため、開発コードのみで呼ばれる。どちらもサイドスカートに懸架されるため、懸架場所が同じ「ジンライ」との同時使用は不可能。
R2-W1 ビームライフル
フリーダムのデータが反映された、核エンジン搭載機用ライフル。
R2-W2 実体剣
ソードストライカーのデータが反映された装備で、刀身にジン用の刃がそのまま組み込まれている。

## クライン派 / ファクトリー
- ZGMF-X19A インフィニットジャスティス
- ZGMF-X20A ストライクフリーダム
- ZGMF-XX09T ドムトルーパー

## コンパス
- STTS-909 ライジングフリーダムガンダム
- STTS-808 イモータルジャスティスガンダム
- ZGMF/A-262B ストライクフリーダムガンダム弐式、ZGMF/A-262PD-P マイティーストライクフリーダムガンダム
- ZGMF-X191M2 インフィニットジャスティスガンダム弐式、ZGMF-MM07 ズゴック
- ZGMF/A-42S2 デスティニーガンダムSpec II
- ZGMF-56E2 インパルスガンダムSpec II
- ORB-01 アカツキ
- ZGMF-2025/F ゲルググメナース
- ZGMF-2027/A ギャンシュトローム
- STTS/F-400 ムラサメ改

## ファウンデーション
- NOG-M1A1 ブラックナイトスコード シヴァ
- NOG-M4F1 ブラックナイトスコード ルドラ
- NOG-M2D1/E ブラックナイトスコード カルラ

## ジャンク屋組合
- MWF-JG71 レイスタ
- MWF-JG73 シビリアンアストレイJGカスタム

### キメラ
『機動戦士ガンダムSEED ASTRAY』シリーズに登場。
地球連合軍のミストラルをジャンク屋が改造した作業用ポッド。型式番号：MAW-01。
リ・ホーム艦載機であるロウ・ギュール機はMSの腕とドリル、山吹樹里機は伸縮式アームとシールド兼用のバケット、リーアム・ガーフィールド機はクレーンアームや分析装置をそれぞれ装備している 。

## マーシャン

### デルタアストレイ
漫画作品『機動戦士ガンダムSEED C.E.73 Δ ASTRAY』に登場。デザインは大河原邦男が担当。発注時には千葉智宏やときた洸一によるラフが提出されている
設定解説
火星軌道上に存在するマーズコロニー群の居住者「マーシャン」が開発した初のMS。メカニックデザインは大河原邦男が担当。
友好関係にあるプラントや、D.S.S.D（深宇宙探査開発機構）、地球より来訪したジャンク屋ロウ・ギュールがもたらしたMS技術が用いられ、その結果地球と火星双方のテクノロジーが融合した稀有な機体となった。
正式名は開発当初からのコード名である「デルタ」だが、ロウの手が加わっているため、アストレイの名が冠せられている。OSはザフト製核動力MSと同じ『Generation Unsubdued Nuclear Drive Assault Module Complex』であり、同時にガンダムタイプの頭部を持つことから、「ファーストマーシャンガンダム」もしくは「マーズファーストガンダム」」とも呼ばれる。地球圏での活動も考慮しNジャマーキャンセラーも搭載されている。曲面で構成された装甲、関節部を覆う蛇腹状の防護カバーなど、地球製MSには見られないデザインをもつ。
本機の存在理由のひとつは、マーシャンに対する地球人の対応を見るためのものでもあり、大破した場合は母艦アキダリアとともに自爆する仕組みとなっている。成果を問わず一定期間が経過した場合や、不用意に修理を行った場合も同様。しかし、搭乗者であり使節団のリーダーでもあるアグニスには知らされておらず、部下のナーエ・ハーシェルと、仕掛けたマーシャン上層部のみが知っていた。

武装・装備
ヴォワチュール・リュミエール
機体背部に装備される緊急推進システム。戦闘用MSであるため、自機内にレーザー発振器を設け能動的なレーザー推進を可能としている。有人機としては最速を誇る機動性を有しているが、パイロットは加速時強烈なGにさらされブラックアウトするため、専用パイロットスーツの着用が必須となっている。なお、本体各部に備えられた黄色いパネルは、このヴォワチュール・リュミエール使用時の補助用推進器となる。稼働の際はD.S.S.Dが開発したスターゲイザーに搭載された惑星間スラスターとは異なり、加速時には発生装置からちぎれ飛ぶ光翼が発せられる。また、近縁種的システムがデスティニーとストライクフリーダムに搭載されている。
ビームライフル
デルタアストレイの携行装備。
ソード
書籍によってソードまたは大型刀とも呼称される。鞘の部分は本体サイドスカート部のマウントラッチに取り付けられる。「機動戦士ガンダムSEED C.E.73 Δ ASTRAY」作中ではノワールストライカーを切断する威力を見せる。

劇中での活躍
連合の宣戦布告直後の戦闘でプラント側に加勢。地球降下後にファントムペインと2度交戦（1度目と2度目の間にオーブでカガリ・ユラ・アスハ拉致事件に遭遇）。2度目の戦闘で自爆こそ免れるが大破し、ロウのアイディアにより非核エンジン機であるターンデルタへの遠隔エネルギー送信機として再利用される。ファントムペインとの最終決戦では戦闘のダメージで送信機能に不調をきたすが、自爆の危険性を省みずアイザックが搭乗し、至近距離からターンデルタへのエネルギー供給を行う。
コミックスタッフ陣によると戦後は、核エンジンの危険性もあり、ナーエによりアキダリアで火星に持ち帰られる。

### ガードシェル
『機動戦士ガンダムSEED C.E.73 Δ ASTRAY』に登場。機体デザインは神宮司訓之が担当。
設定解説
デルタアストレイに次ぐ火星製MSの2号機として開発された機体。オーストレールコロニーより使節として地球に派遣されたマーシャンのひとりナーエ・ハーシェルの専用機。
ジャンク屋組合や連合製MAの技術が導入されている。兄弟機であるデルタとは相互補完の関係にあり、攻撃力を重視したデルタとは対極に、防御主体の戦術を得意とする。MS形態への変形も可能で、その際はレーザーロッドやレーザーソードといった各種近接装備が充実した機体となる。

### マーズタンク
『機動戦士ガンダムSEED C.E.73 Δ ASTRAY』に登場。
火星のオーストレール・コロニーで使用されている作業用MA。型式番号：GSW-M02。
外見は、円盤状の胴体に作業用アームを兼ねた脚が3基。巡航時には脚を折り畳み、火星の大気圏内を飛行することができる。胴体中央には先端にメインセンサーが存在するワイヤー状のアームがある。

## D.S.S.D
- UT-1D シビリアンアストレイDSSDカスタム

### スターゲイザーガンダム
『機動戦士ガンダムSEED C.E.73 STARGAZER』に登場。メカニックデザインは大河原邦男が担当している。
公式サイトでは「スターゲイザー」、書籍資料や関連商品では「スターゲイザーガンダム」と公称。『機動戦士ガンダムSEED』シリーズやその関連作品群の作中内の設定においては、同作のほかのガンダムタイプ同様に「スターゲイザー」と呼称される。
設定解説
D.S.S.Dが開発した宇宙探査用MS。劇中では当初「401」（ヨンマルイチ）と呼ばれていたが、ソル・リューネ・ランジュにより「星を見る者」の意でスターゲイザーと命名される。運用支援システムは「Guider UNmanned Deployment Autonomic Manipulation（無人・自律運用展開教導機）」であり、略してGUNDAMとも呼称される。
DSSDとジャンク屋組合が開発したシビリアンアストレイDSSDカスタムを経て完成。複数の新機能を搭載するために新規設計となっている。有人では困難な火星軌道以遠の太陽系宙域の探査・開発を目的とした機体であり、地表探査も想定されたことから本体部は歩行可能な人型MSとして採用された。また、長期のメンテナンスフリーのため、ナノマシンを利用した自己修復型マイクロマシナリーテクノロジーを導入した。肩部や脚部には展開式のスラスターを設けており、サイドスカートは機体固定用のワイヤーを内蔵している。
一方で、その機体の用法から装甲は戦闘用MSほどの厚さはもたない。本体電力はパワーセル（バッテリー）とその他を切り替え可能としている。
なおスターゲイザーに連合・ザフトを問わず装備を装着できるマルチタップ技術が組み込まれているともされるが、その詳細は明らかにされていない。

胸部換装機構
長期間の宇宙探査を目的としているため、無人運用のために自己対話型複列分散処理AIによる高度な自律性を備えている。AIユニットは胸部に内蔵されているが、人工知能には操縦データをフィードバックして未熟なAIに経験値を積む必要があるため、AIを内蔵する胸部ブロックはメインパイロットおよびオペレーター用の複座シートを内蔵するコックピットユニットへと換装することで、有人での運用も可能としている。
手甲部パーツ
本機の設定画には、腕部の籠手状パーツが外側に向けて矢印で指示されたものも存在するが、詳細は不明。一方で、ここにヴォワチュール・リュミエールの受信パーツや、ビームシールドを搭載したことを推察した資料もある。
装備
ヴォワチュール・リュミエール
背部に装備された、巨大なリング状の惑星間推進システム。VLとも略される。シビリアンアストレイDSSDカスタムの電磁推進システムを経て開発されたもので、フランス語で「光り輝ける運び手」を意味するこの惑星間スラスターはソーラーセイルの一種である。バックパックの円環構造体（トーラス）はVLの受信機とスラスターを兼ねたユニットであり、使用時は表面に量子の膜がコートされ、そこで太陽より高速で放出される太陽風を受け止め、量子鏡面ディラック干渉を経て特殊なエネルギー変換を行い、光圧を生み出し推進力とする。
リングは左右の多重関節アームによって支持され、形状を変化させることで推力方向の調節が可能。理論上は推進剤を消費することなく無限の加速を得られる。また、稼働時に黄色く発光する機体各部のスリットは、補助用の推進器となっている。
さらには外部から射入したレーザーや荷電粒子などを推進力に変換することも可能で、ある種のレーザー推進的な側面を併せ持っている。そのため、プロパルジョンビームを受けて爆発的な加速を行うことも可能としている。
システム稼働時は、周囲空間へのエネルギー干渉によって光輪のような複数の発光現象を伴い、ある種の副作用的なものとして位置付けられる。これは推進力への変換の折に高速で周囲を対流する粒子であり、PS装甲を切断するほどの威力をもつほか、ビームシールドのようにリニアガンやビーム砲撃に干渉可能な特性を有する。この発光現象は、有事の際の保険としてD.S.S.Dに認知されている。
VLユニット自体は着脱可能な構造になっているが、その性能を完全に発揮するためにはスターゲイザー本体に備えられた調整機能が必要となるため、他機での運用は困難。VL自体は、「マーシャン」が開発したデルタアストレイ、同じ火星の技術を用い開発された地球製のターンデルタ、ザフトとファクトリーがそれぞれ開発したデスティニーとストライクフリーダムにも同名の近縁種的システムが採用されている。
ビームガンKSM71/J
対ファントムペイン戦で使用。シビリアンアストレイに装備されているものと同一。
その他
ゲーム『機動戦士ガンダムSEED DESTINY 連合vs.Z.A.F.T.II PLUS』以降のガンダムゲーム作品では（武装の少なさを補完する・ゲーム的妙味を出すためなのか）前述のVLのビームの形に指向性を持たせたボール・ド・リューヌ（球状・前者のみ）とオラージュ・ド・リューヌ（楕円の輪）の技が追加されたほか、オリジナル武装として遠隔操作式の機雷フラッシュマイン（『機動戦士ガンダム エクストリームバーサス フルブースト』でも登場する）やビームシールドが設定された。
劇中での活躍
ブレイク・ザ・ワールド事件発生による混乱のさなか、南米フォルタレザ郊外のD.S.S.D技術開発センターよりシャトルで打ち上げられ、トロヤステーションへと運び込まれる。搬入後は同ステーションで開発されたVLユニットを実装し稼働試験を開始。やがてオペレーション・フューリー発動後、地球連合・ザフト間の主戦場が宇宙へと移ったころ、D.S.S.Dの出資者のひとつである地球連合軍の第81独立機動群「ファントムペイン」が、本機のAIユニットを欲して地球連合軍所属艦ナナバルクを差し向ける。
この時点でもAIは未成熟であったため、出撃の際は胸部ユニットを有人コックピットブロックに換装し、操縦席にはテストパイロットであるソル、オペレータ席にはセレーネが搭乗し実戦運用される。
非戦闘用MSながら圧倒的な機動性で敵のスローターダガー部隊を翻弄し、エースのスウェンが乗るストライクノワールをも追い詰め、武装用のバッテリーがエネルギー切れとなると、VLによってストライクノワールを巻き込みながら太陽方面へと移動する。

## ライブラリアン
- LR-GAT-X102 レーゲンデュエル
- LH-GAT-X103 ヘイルバスター
- LG-GAT-X105 ゲイルストライク
- LN-GAT-X207 ネブラブリッツ
- LN-ZGMF-X13A ニクスプロヴィデンス
- LV-ZGMF-X23S ヴァンセイバー
- MBF-P05LM ガンダムアストレイ ミラージュフレーム
  - MBF-P05LM2 ガンダムアストレイ ミラージュフレーム セカンドイシュー
  - MBF-P05LM3 ガンダムアストレイ ミラージュフレーム サードイシュー

## そのほかの機体
- ZGMF-X12 ガンダムアストレイ アウトフレーム

### ゲルフィニート
『機動戦士ガンダムSEED ASTRAY B』に登場。機体のデザインは、2003年に開催した『機動戦士ガンダムSEEDメカコンテスト』において電撃ホビーマガジン賞を受賞した作品をリファインしたものになっている。
公募の際はバチルスウエポンシステムのウイルス送信機能に加え、ザフトがガンダムに似せて開発したラウ・ル・クルーゼの専用機という設定で投稿されていた。
設定解説
アクタイオン・インダストリー社がザフトの次期主力MS選定コンペに出品した機体。機体形状は他の機体とは一線を画しており、頭部には六つ目のセンサーや両肩の4対の羽状ユニットをもつ。
コンペではMMI（マイウス･ミリタリー･インダストリー）社製のゲイツと採用を争ったが、装備の特殊性による汎用性の低さと、機体スペックの凡庸さを理由に採用を見送られた。本機体はケナフ・ルキーニから提供された技術を洗練せずに導入した事が落選した要因の一つとされているが、ゲイツを開発したMMI社はプラントの国策企業であったため、アクタイオンが食い込む余地は当初から希薄だったとされている。しかしながら、ルキーニに先導された形で本機を提出している。
アクタイオン社はこの機体の搭乗者にラウ・ル・クルーゼを想定しており、ケナフ・ルキーニを通して口利きを企てていた。これにラウ本人が感知していたかは定かではない。
機体そのものは不採用となったが、本機に用いられた技術の一部はザフトにおける量子通信技術に発展し、ドラグーンシステムのコントロールシステムの礎となった。

バチルスウェポンシステム
両肩の羽状ユニットに内蔵された本機独自の機能。バインダーユニットから機体周囲にミラージュコロイドを散布し、それをキャリアとして「量子コンピュータウイルス」を敵機に送信、コンピューターの外側に量子の揺らぎレベルで干渉し、汚染する特殊機能である。
ウイルスを感染させれば敵MSを意のままにコントロール可能であるが、コンピューターへのシールド（ゲルフィニート自体も感染を防ぐために施されている）によって防ぐことが可能であるため、一度効果が判明すれば対処は容易である。また、このウイルスは量子コンピューターを用いていないマシンには効力がない。加えて、ミラージュコロイドそのものの減衰から、ゲルフィニートが対象と離れれば、その効力は失われる。
なお、この技術は一族によって隠匿されたあと、改良発展型が一族に関連する部隊で運用されたテスタメントやプロトセイバーに搭載される。
劇中での活躍
試作型の1機が情報屋ケナフ・ルキーニの手に渡り、彼自身の操縦でロウ・ギュールのレッドフレーム、叢雲劾のブルーフレームセカンドLの前に現れる。量子コンピュータウイルスを駆使し2機を交戦させるが、ウイルスの影響を受けない非量子コンピューターであるAIコンピューター「8（ハチ）」により存在が露見し、ブルーフレームによって撃破される。